# Leptochiton troncosoi
Leptochiton troncosoi är en blötdjursart som beskrevs av Carmona Zalvide, Urgorri och Mauricio Garcia 2004. Leptochiton troncosoi ingår i släktet Leptochiton och familjen Leptochitonidae. Inga underarter finns listade i Catalogue of Life.